# Markus Heitkamp
Markus Heitkamp (* 29. April 1969 in Waltrop) ist ein deutscher Autor und Herausgeber.

## Leben und Werk
Markus Heitkamp verließ die Realschule mit der Fachoberschulreife im Jahr 1985, durchlief dann eine Ausbildung zum Bankkaufmann und leistete danach einen freiwilligen Wehrdienst in der Offizierslaufbahn der Bundeswehr bis ins Jahr 2002. Im Rahmen der Fachausbildung studierte er Wirtschaftsinformatik und wechselte in ein IT-Unternehmen im Ruhrgebiet, bei dem er auch heute noch als Außendienstmitarbeiter tätig ist. Mittlerweile lebt er mit seiner Frau, der Autorin Hanna Nolden, im Alten Land in Niedersachsen.
Heitkamp schreibt hauptsächlich in den Bereichen Horror, Science-Fiction und Fantasy. Seine erste Kurzgeschichte erschien 2012, seine erste Anthologie als Herausgeber folgte 2018. Insgesamt hat er seitdem einundzwanzig Kurzgeschichten und vier Anthologien veröffentlicht, der erste Roman erschien 2020.
Er ist Mitglied im Phantastik Autoren Netzwerk PAN. 2019 wurde er in den erweitertem Vorstand gewählt, seit 2021 ist er Schatzmeister im geschäftsführenden Vorstand.
2020 war er Mitglied der Jury des Phantastik-Literaturpreis Seraph.

## Preise und Nominierungen
- Shortlist-Nominierung Deutscher Phantastik Preis 2014 für die Kurzgeschichte Soldat und Krieger[5].
- Deutscher Phantastik Preis 2019 für die beste deutschsprachige Kurzgeschichte Houston hat Probleme[6].

## Werke
Romane und Novellen
- Die Reisen des jungen Haselhorn. Verlag Torsten Low, 2020, ISBN 978-3966290111.
- GERMAN KAIJU - Operation M.E.L.B.A. Leseratten Verlag, 2022, ISBN 978-3945230619.

Herausgeber und Mitautor
- Phantastische Sportler (gemeinsam mit Wolfgang Schroeder). Verlag Torsten Low, 2018, ISBN 978-3940036469.
- German Kaiju. Leseratten Verlag, 2019, ISBN 978-3945230381.
- Räubertochters Kinder (gemeinsam mit Isa Theobald). Edition Roter Drache, 2020, ISBN 978-3968150086.
- Die %-Files - Die Promille-Akten (gemeinsam mit Nele Sickel). Talawah Verlag, 2022, ISBN 978-3947550647.